# Andrzej Mazurkiewicz (chemik)

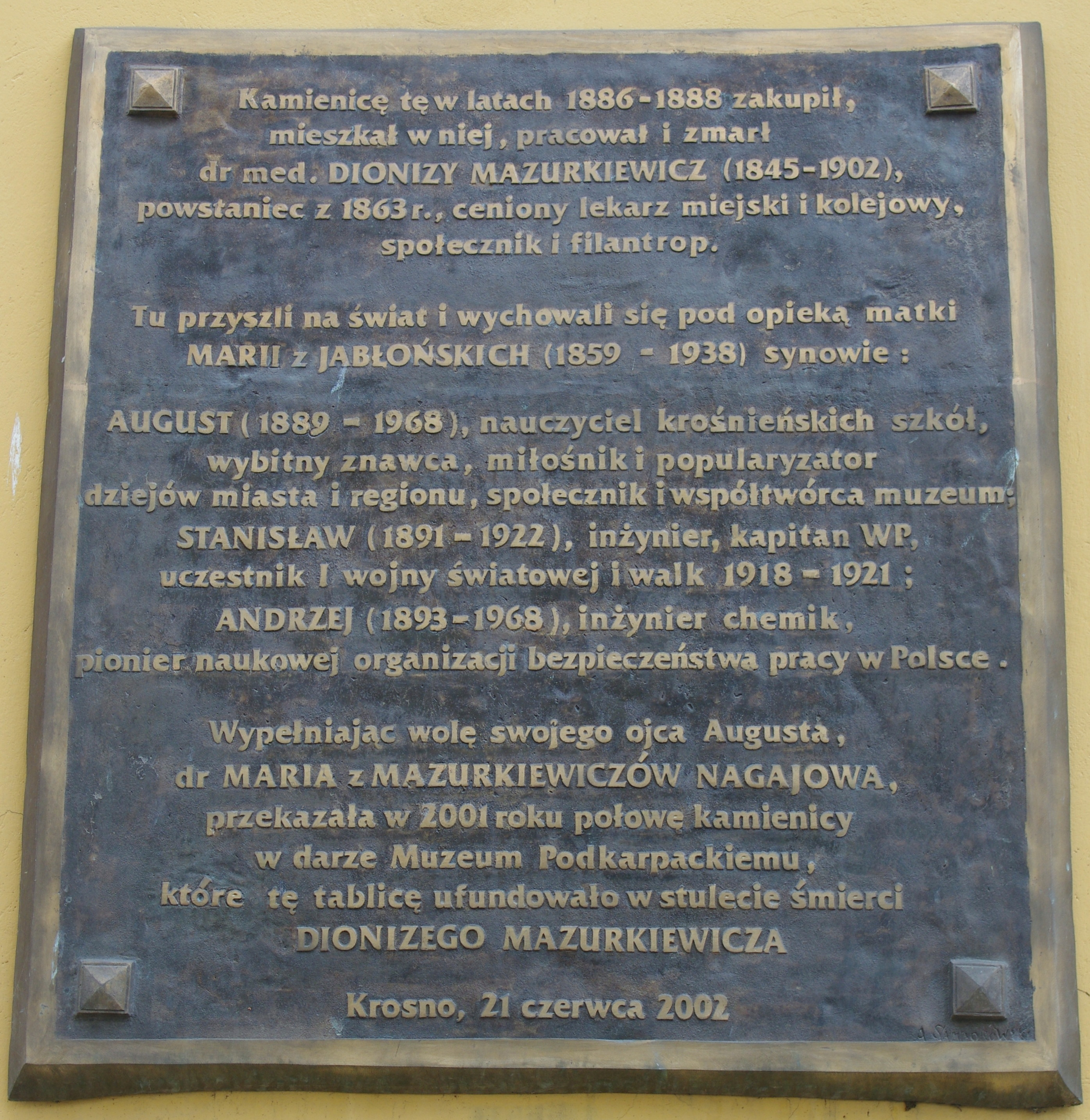
Tablica upamiętniająca Andrzeja, Augusta, Dionizego i Stanisława Mazurkiewiczów na budynku przy ul. Jana Szczepanika 2 w Krośnie, gdzie mieszkał i pracował Dionizy Mazurkiewicz i przyszli na świat oraz wychowali się jego synowie

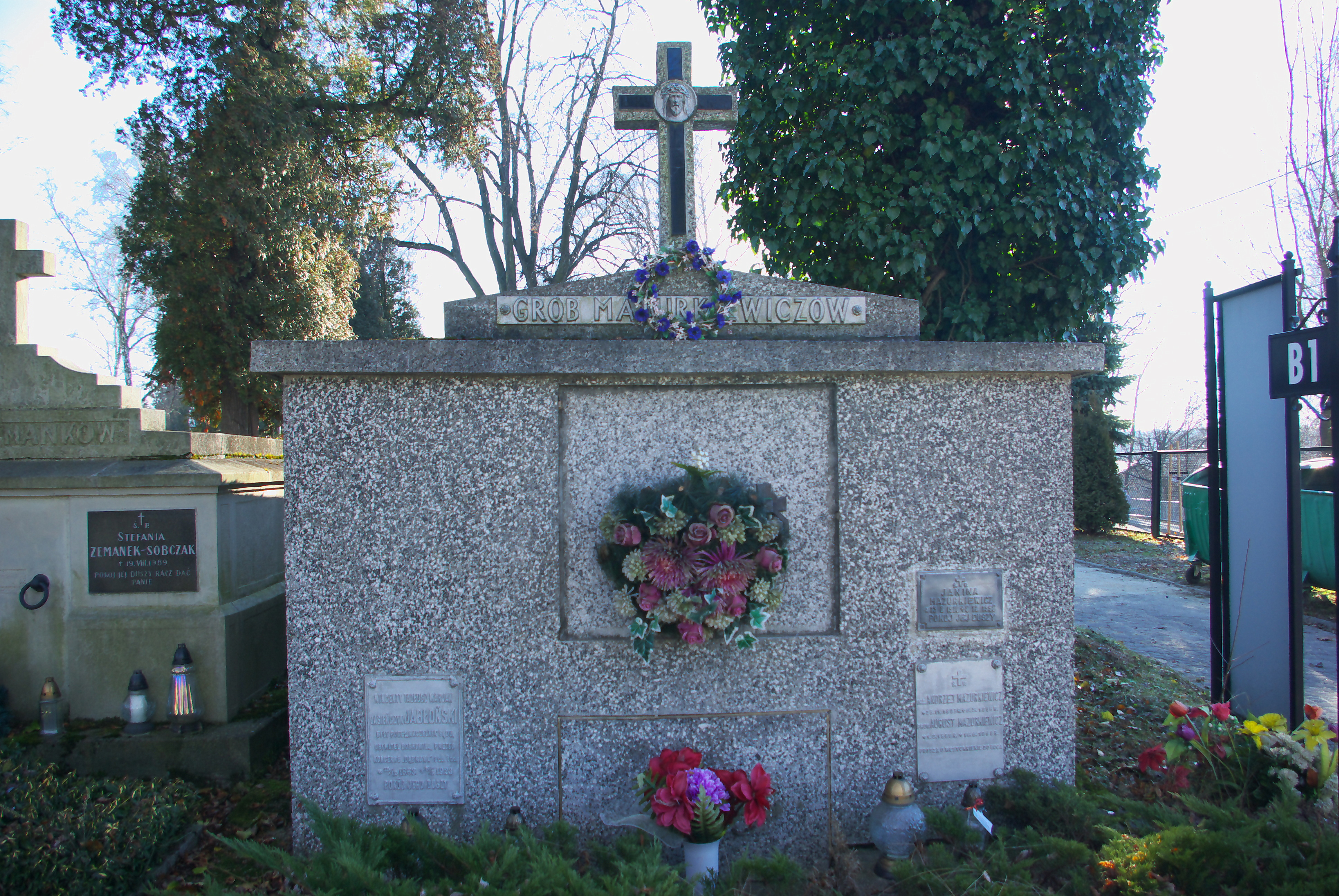
Grobowiec Mazurkiewiczów

Andrzej Mazurkiewicz (ur. 28 listopada 1893 w Krośnie, zm. 6 maja 1968 tamże) – inżynier chemik, absolwent Politechniki Lwowskiej, pionier naukowej organizacji bezpieczeństwa pracy w Polsce. Dyrektor naukowy Centralnego Instytutu Ochrony Pracy w Warszawie.
Najmłodszy syn Dionizego Mazurkiewicza i Marii Jabłońskiej herbu Jasieńczyk. Przyczynił się do powołania sekcji Bezpieczeństwa Pracy w SIMP. 
Był autorem wielu publikacji dotyczących bhp i analizy wypadków przy pracy.
Został pochowany na Cmentarzu Komunalnym w Krośnie. Spoczął tam także jest ojciec August oraz Wincenty Jabłoński.